# Valle del Radovna
La valle del Radovna (in sloveno: Radovna, dolina Radovne) è una valle delle Alpi Giulie situata nella regione dell'Alta Carniola all'interno del parco nazionale del Tricorno.

## Descrizione
La valle situata ai piedi della catena del monte Tricorno è circondata dagli altipiani Pokljuka e Mežakla. È collegata a nord tramite il Passo Kosmač a Mojstrana e a sud a Bled.  Il fiume Radovna scorre all'interno della valle per poi raggiungere la gola di Vintgar per poi unirsi con la Sava Dolinka nei pressi di Moste nel comune di Žirovnica. L'insediamento principale della valle è Zgornja Radovna appartenente al comune di Kranjska Gora.

## Fattoria Pocar
La fattoria Pocar (in sloveno: Pocarjeva domačija situata nell'insediamento di Zgornja Radovna è una delle più antiche fattorie situate all'interno del parco nazionale del Tricorno risalente tra il 1672 ed il 1775. È un ottimo esempio di architettura alpina del XVII secolo ed è protetto come monumento di importanza nazionale sloveno.